# 2013 nos jogos eletrônicos
Uma grande quantidade de jogos foram lançados em 2013, incluindo novas versões de franquias de sucesso, como Army of Two, Assassin's Creed, Battlefield, BioShock, Call of Duty, Crysis, Dead Island, Dead Rising, Dead Space, Devil May Cry, Final Fantasy, Fire Emblem, Forza Motorsport, God of War, Gears of War, Gran Turismo, Grand Theft Auto, Killer Instinct, Killzone, Lost Planet, Mario Party, Metal Gears Rising, Metro, Need for Speed, Pokémon, Rayman, Saints Row, Shantae, SimCity, Sly Cooper, Sonic The Hedgehog, StarCraft, Super Mario, Tom Clancy's Splinter Cell, Tomb Raider, Total War e Zoo Tycoon. Além disso, também foram criadas várias novas propriedades intelectuais, como Beyond: Two Souls, Papers, Please, Tearaway, The Wonderful 101 e The Last of Us. Muitos prêmios foram dados a jogos como BioShock Infinite, Grand Theft Auto V, The Last of Us e The Legend of Zelda: A Link Between Worlds. Os consoles de videogame PlayStation 4, da Sony Computer Entertainment, e Xbox One, da Microsoft, também foram lançados em 2013.

## Eventos
| Mês       | Data(s)            | Evento |
| --------- | ------------------ | --- |
| Fevereiro | 20 – 22            | O console de oitava geração da Sony, PlayStation 4 (PS4), é anunciado em Nova York, Nova York.                |
| Março     | 22 – 24            | PAX East 2013 ocorre no Centro de Convenções de Exibições de Boston.                                          |
| Março     | 23 – 25            | Midwest Gaming Classic 2013 ocorre no Hotel Sheraton Milwaukee Brookfield em Brookfield, Wisconsin.           |
| Março     | 25 – 29            | Game Developers Conference 2013 ocorre em San Francisco, Califórnia.                                          |
| Maio      | 21 – 23            | O console de oitava geração da Microsoft, Xbox One, é anunciado na sede Microsoft Redmond Campus, Washington. |
| Junho     | 11 – 13            | E3 2013 ocorre no Centro de Convenções de Los Angeles.                                                        |
| Junho     | 22 – 23            | Rezzed 2013 ocorre no Centro de Exibições Nacional em Birmingham.                                             |
| Julho     | 18 – 21            | SDCC 2013 ocorre no Centro de Convenções de San Diego.                                                        |
| Julho     | 19 – 22            | PAX Australia 2013 ocorre no Centro de Exibições de Melbourne.                                                |
| Agosto    | 1 - 4              | QuakeCon 2013: A grande LAN party anual ocorre em Dallas, Texas.                                              |
| Agosto    | 7 - 11             | Campeonato de DOTA 2 The International 2013 ocorre em Seattle, Washington.                                    |
| Agosto    | 22 - 25            | GamesCom 2013 ocorre em Cologne, Alemanha.                                                                    |
| Agosto    | 30 – 2 de setembro | PAX Prime 2013 ocorre no Centro de Convenções do Estado de Washington em Seattle.                             |
| Setembro  | 19 - 22            | Tokyo Game Show 2013 ocorre no Makuhari Messe em Tóquio.                                                      |
| Setembro  | 26 - 29            | Eurogamer Expo 2013 ocorre em Earls Court, Londres.                                                           |
| Outubro   | 3 - 6              | Festival Indiecade 2013 ocorre em Culver City, Califórnia.                                                    |
| Outubro   | 4 - 7              | EB Games Expo 2013 ocorre no Sydney Showground no Parque Olímpico de Sydney, Nova Gales do Sul.               |
| Outubro   | 25 - 27            | Games Week 2013 ocorre em Milão, Itália.                                                                      |
| Outubro   | 30 - 3 de novembro | Paris Games Week 2013 ocorre em Paris, França.                                                                |
| Novembro  | 8 - 9              | BlizzCon 2013 ocorre no Centro de Convenções de Anaheim, em Anaheim, Califórnia.                              |

## Lançamentos de consoles
A lista de consoles lançados em 2013 na América do Norte.
| Mês      | Dia | Console       |
| -------- | --- | ------------- |
| Junho    | 25  | Ouya          |
| Julho    | 31  | Nvidia Shield |
| Outubro  | 12  | Nintendo 2DS  |
| Novembro | 15  | GameStick     |
| Novembro | 15  | PlayStation 4 |
| Novembro | 22  | Xbox One      |
| Dezembro | 10  | MOJO          |

## Lançamentos de jogos
A lista de jogos lançados em 2013 na América do Norte.
| Mês               | Dia | Título                                                     | Plataforma(s)                              |
| J A N E I R O     | 2   | Retro City Rampage                                         | XBLA                                       |
| J A N E I R O     | 3   | Unchained Blades                                           | 3DS                                        |
| J A N E I R O     | 8   | Anarchy Reigns                                             | PS3, X360                                  |
| J A N E I R O     | 8   | Earth Defense Force 2017                                   | PSVita                                     |
| J A N E I R O     | 10  | Fieldrunners 2                                             | Win                                        |
| J A N E I R O     | 15  | Corpse Party: Book of Shadows                              | PSP                                        |
| J A N E I R O     | 15  | DmC: Devil May Cry                                         | PS3, X360                                  |
| J A N E I R O     | 17  | Temple Run 2                                               | iOS                                        |
| J A N E I R O     | 19  | Super Hexagon                                              | Android                                    |
| J A N E I R O     | 22  | The Cave                                                   | PSN, WiiU                                  |
| J A N E I R O     | 22  | Mad Dog McCree                                             | PSN                                        |
| J A N E I R O     | 22  | Ni no Kuni: Wrath of the White Witch                       | PS3                                        |
| J A N E I R O     | 23  | Strike Suit Zero                                           | Win                                        |
| J A N E I R O     | 23  | The Cave                                                   | XBLA                                       |
| J A N E I R O     | 24  | The Cave                                                   | Win, Mac                                   |
| J A N E I R O     | 24  | Might & Magic: Clash of Heroes                             | iOS                                        |
| J A N E I R O     | 24  | Temple Run 2                                               | Android                                    |
| J A N E I R O     | 25  | Ace Combat: Assault Horizon                                | Win                                        |
| J A N E I R O     | 25  | DmC: Devil May Cry                                         | Win                                        |
| J A N E I R O     | 29  | Dungeonland                                                | Win                                        |
| J A N E I R O     | 29  | Hitman: HD Trilogy                                         | PS3, X360                                  |
| J A N E I R O     | 30  | Skulls of the Shogun                                       | XBLA, Win                                  |
| J A N E I R O     | 30  | Wizardry Online                                            | Win                                        |
| J A N E I R O     | 31  | Antichamber                                                | Win                                        |
| J A N E I R O     | 31  | Little Inferno                                             | iOS                                        |
| J A N E I R O     | 31  | Sonic & All-Stars Racing Transformed                       | Win                                        |
| F E V E R E I R O | 4   | Fire Emblem: Awakening                                     | 3DS                                        |
| F E V E R E I R O | 5   | Dead Space 3                                               | Win, PS3, X360                             |
| F E V E R E I R O | 5   | Fist of the North Star: Ken's Rage 2                       | PS3, X360                                  |
| F E V E R E I R O | 5   | Sly Cooper: Thieves in Time                                | PS3, PSVita                                |
| F E V E R E I R O | 7   | After Burner Climax                                        | iOS                                        |
| F E V E R E I R O | 7   | Fist of the North Star: Ken's Rage 2                       | WiiU                                       |
| F E V E R E I R O | 8   | We Sing 80s                                                | Wii                                        |
| F E V E R E I R O | 10  | Brain Age: Concentration Training                          | 3DS                                        |
| F E V E R E I R O | 12  | Alien Breed                                                | PSN, PSVita                                |
| F E V E R E I R O | 12  | Aliens: Colonial Marines                                   | Win, PS3, X360                             |
| F E V E R E I R O | 12  | Pro Evolution Soccer 2013                                  | 3DS                                        |
| F E V E R E I R O | 12  | Sonic & All-Stars Racing Transformed                       | 3DS                                        |
| F E V E R E I R O | 14  | Impire                                                     | Win                                        |
| F E V E R E I R O | 19  | Crysis 3                                                   | Win, X360, PS3                             |
| F E V E R E I R O | 19  | March of the Eagles                                        | Win                                        |
| F E V E R E I R O | 19  | Metal Gear Rising: Revengeance                             | PS3, X360                                  |
| F E V E R E I R O | 22  | Baldur's Gate: Enhanced Edition                            | Mac                                        |
| F E V E R E I R O | 25  | Krater                                                     | Mac                                        |
| F E V E R E I R O | 26  | Brütal Legend                                              | Win                                        |
| F E V E R E I R O | 26  | Driftmoon                                                  | Win, Mac, Lin                              |
| F E V E R E I R O | 26  | Dynasty Warriors 7: Empires                                | PSN                                        |
| F E V E R E I R O | 26  | Etrian Odyssey IV: Legends of the Titan                    | 3DS                                        |
| F E V E R E I R O | 26  | Ninja Gaiden Sigma 2 Plus                                  | PSVita                                     |
| F E V E R E I R O | 26  | Runner 2                                                   | WiiU, Win, Mac, Lin                        |
| F E V E R E I R O | 27  | Runner 2                                                   | XBLA                                       |
| F E V E R E I R O | 27  | Super Hexagon                                              | Lin                                        |
| F E V E R E I R O | 28  | Real Racing 3                                              | iOS, Android                               |
| F E V E R E I R O | 28  | Retro City Rampage                                         | WiiWare                                    |
| M A R Ç O         | 1   | Zombies                                                    | Win                                        |
| M A R Ç O         | 5   | The Amazing Spider-Man                                     | WiiU                                       |
| M A R Ç O         | 5   | Atelier Ayesha: The Alchemist of Dusk                      | PS3                                        |
| M A R Ç O         | 5   | Castlevania: Lords of Shadow – Mirror of Fate              | 3DS                                        |
| M A R Ç O         | 5   | Major League Baseball 2K13                                 | PS3, X360                                  |
| M A R Ç O         | 5   | MLB 13: The Show                                           | PS3, PSVita                                |
| M A R Ç O         | 5   | Naruto Shippuden: Ultimate Ninja Storm 3                   | X360, PS3                                  |
| M A R Ç O         | 5   | Runner 2                                                   | PSN                                        |
| M A R Ç O         | 5   | The Sims 3: University Life                                | Win, Mac                                   |
| M A R Ç O         | 5   | SimCity                                                    | Win                                        |
| M A R Ç O         | 5   | Tomb Raider                                                | Win, PS3, X360                             |
| M A R Ç O         | 7   | Liberation Maiden                                          | iOS                                        |
| M A R Ç O         | 7   | Rayman Jungle Run                                          | Win                                        |
| M A R Ç O         | 7   | Sonic Dash                                                 | iOS                                        |
| M A R Ç O         | 12  | Darkstalkers Resurrection                                  | PSN                                        |
| M A R Ç O         | 12  | God of War: Ascension                                      | PS3                                        |
| M A R Ç O         | 12  | Sniper: Ghost Warrior 2                                    | PS3, X360, Win                             |
| M A R Ç O         | 12  | StarCraft II: Heart of the Swarm                           | Win, Mac                                   |
| M A R Ç O         | 13  | Darkstalkers Resurrection                                  | XBLA                                       |
| M A R Ç O         | 14  | A World of Keflings                                        | Win                                        |
| M A R Ç O         | 14  | Chaos Rings II                                             | Android                                    |
| M A R Ç O         | 14  | Slam Bolt Scrappers                                        | Win                                        |
| M A R Ç O         | 18  | Lego City Undercover                                       | WiiU                                       |
| M A R Ç O         | 19  | The Croods: Prehistoric Party!                             | WiiU, Wii, 3DS, NDS                        |
| M A R Ç O         | 19  | Gears of War: Judgment                                     | X360                                       |
| M A R Ç O         | 19  | Hotline Miami                                              | Mac                                        |
| M A R Ç O         | 19  | Monster Hunter 3 Ultimate                                  | WiiU, 3DS                                  |
| M A R Ç O         | 19  | Need for Speed: Most Wanted                                | WiiU                                       |
| M A R Ç O         | 19  | The Walking Dead: Survival Instinct                        | PS3, X360, Win, WiiU                       |
| M A R Ç O         | 20  | Giana Sisters: Twisted Dreams                              | XBLA                                       |
| M A R Ç O         | 20  | Retro/Grade                                                | Win                                        |
| M A R Ç O         | 20  | Shoot Many Robots                                          | Android                                    |
| M A R Ç O         | 21  | Hyperdimension Neptunia Victory                            | PS3                                        |
| M A R Ç O         | 21  | Trials Evolution: Gold Edition                             | Win                                        |
| M A R Ç O         | 21  | Zen Pinball 2                                              | WiiU                                       |
| M A R Ç O         | 22  | Dead or Alive 5 Plus                                       | PSVita                                     |
| M A R Ç O         | 22  | Resident Evil 6                                            | Win                                        |
| M A R Ç O         | 24  | Luigi's Mansion: Dark Moon                                 | 3DS                                        |
| M A R Ç O         | 24  | Pokémon Mystery Dungeon: Gates to Infinity                 | 3DS                                        |
| M A R Ç O         | 26  | Army of Two: The Devil's Cartel                            | PS3, X360                                  |
| M A R Ç O         | 26  | BioShock Infinite                                          | PS3, X360, Win                             |
| M A R Ç O         | 26  | Final Fantasy XI: Seekers of Adoulin                       | Win, X360                                  |
| M A R Ç O         | 26  | Machinarium                                                | PSVita                                     |
| M A R Ç O         | 26  | Slender: The Arrival                                       | Win                                        |
| M A R Ç O         | 26  | Terraria                                                   | PSN                                        |
| M A R Ç O         | 26  | Tiger Woods PGA Tour 14                                    | PS3, X360                                  |
| M A R Ç O         | 27  | Terraria                                                   | XBLA                                       |
| M A R Ç O         | 28  | Final Fantasy V                                            | iOS                                        |
| M A R Ç O         | 28  | HarmoKnight                                                | 3DS                                        |
| M A R Ç O         | 28  | Ms. Splosion Man                                           | iOS                                        |
| M A R Ç O         | 28  | Race Driver: Grid                                          | Mac                                        |
| M A R Ç O         | 28  | Tactical Intervention                                      | Win                                        |
| A B R I L         | 2   | Cities in Motion 2                                         | Win, Mac                                   |
| A B R I L         | 2   | Defiance                                                   | Win, PS3, X360                             |
| A B R I L         | 2   | Duke Nukem II                                              | iOS                                        |
| A B R I L         | 2   | Grand Theft Auto: Liberty City Stories                     | PSN                                        |
| A B R I L         | 2   | Grand Theft Auto: Vice City Stories                        | PSN                                        |
| A B R I L         | 2   | Ninja Gaiden 3: Razor's Edge                               | PS3, X360                                  |
| A B R I L         | 3   | BattleBlock Theater                                        | XBLA                                       |
| A B R I L         | 3   | Injustice: Gods Among Us                                   | iOS                                        |
| A B R I L         | 3   | Ms. Splosion Man                                           | Win                                        |
| A B R I L         | 4   | Sonic & Sega All-Stars Racing                              | Mac                                        |
| A B R I L         | 4   | Toki Tori 2                                                | WiiU                                       |
| A B R I L         | 5   | Double Dragon II: Wander of the Dragons                    | XBLA                                       |
| A B R I L         | 5   | Red Orchestra: Ostfront 41-45                              | Mac                                        |
| A B R I L         | 9   | Age of Empires II: HD Edition                              | Win                                        |
| A B R I L         | 9   | Guacamelee!                                                | PSN, PSVita                                |
| A B R I L         | 9   | Worms 2: Armageddon                                        | Android                                    |
| A B R I L         | 10  | Age of Wushu                                               | Win                                        |
| A B R I L         | 10  | ShootMania Storm                                           | Win                                        |
| A B R I L         | 11  | Gemini Rue                                                 | iOS                                        |
| A B R I L         | 14  | Star Wars: The Old Republic - Rise of the Hutt Cartel      | Win                                        |
| A B R I L         | 15  | Little Inferno                                             | Mac                                        |
| A B R I L         | 16  | Darkfall Unholy Wars                                       | Win                                        |
| A B R I L         | 16  | Injustice: Gods Among Us                                   | WiiU, PS3, X360                            |
| A B R I L         | 16  | Pandora's Tower                                            | Wii                                        |
| A B R I L         | 16  | Shin Megami Tensei: Devil Summoner: Soul Hackers           | 3DS                                        |
| A B R I L         | 17  | Sacred Citadel                                             | Win, PSN, XBLA                             |
| A B R I L         | 18  | Papo & Yo                                                  | Win                                        |
| A B R I L         | 19  | God Mode                                                   | Win, XBLA                                  |
| A B R I L         | 19  | We Sing UK Hits                                            | Wii                                        |
| A B R I L         | 21  | Lego City Undercover: The Chase Begins                     | 3DS                                        |
| A B R I L         | 23  | Black Rock Shooter: The Game                               | PSP                                        |
| A B R I L         | 23  | Dead Island: Riptide                                       | Win, PS3, X360                             |
| A B R I L         | 23  | Don't Starve                                               | Win                                        |
| A B R I L         | 23  | Dragon's Dogma: Dark Arisen                                | PS3, X360                                  |
| A B R I L         | 23  | God Mode                                                   | PSN                                        |
| A B R I L         | 23  | Guilty Gear XX: Λ Core Plus R                              | PSVita                                     |
| A B R I L         | 23  | Star Trek                                                  | Win, PS3, X360                             |
| A B R I L         | 23  | Thomas Was Alone                                           | PS3, PSVita                                |
| A B R I L         | 24  | Dyad                                                       | Win                                        |
| A B R I L         | 24  | Fieldrunners 2                                             | Android                                    |
| A B R I L         | 24  | Monaco: What's Yours is Mine                               | Win                                        |
| A B R I L         | 24  | Poker Night 2                                              | XBLA                                       |
| A B R I L         | 25  | Mega Man 4                                                 | 3DS                                        |
| A B R I L         | 25  | XCOM: Enemy Unknown                                        | Mac                                        |
| A B R I L         | 26  | Mars: War Logs                                             | Win                                        |
| A B R I L         | 26  | Poker Night 2                                              | Win, Mac                                   |
| A B R I L         | 29  | Stealth Bastard Deluxe                                     | Mac, Lin                                   |
| A B R I L         | 30  | Deadly Premonition: Director's Cut                         | PS3                                        |
| A B R I L         | 30  | Far Cry 3: Blood Dragon                                    | PSN                                        |
| A B R I L         | 30  | Katamari Damacy                                            | PSN                                        |
| A B R I L         | 30  | Poker Night 2                                              | PSN                                        |
| A B R I L         | 30  | Soul Sacrifice                                             | PSVita                                     |
| A B R I L         | 30  | Thomas Was Alone                                           | PSN, PSVita                                |
| A B R I L         | 30  | Zeno Clash II                                              | Win                                        |
| M A I O           | 1   | Far Cry 3: Blood Dragon                                    | Win, XBLA                                  |
| M A I O           | 1   | Fez                                                        | Win                                        |
| M A I O           | 2   | Might & Magic Heroes VI: Shades of Darkness                | Win                                        |
| M A I O           | 2   | Zoombies: Animales de la Muerte                            | iOS                                        |
| M A I O           | 7   | Fatal Frame II: Crimson Butterfly                          | PSN                                        |
| M A I O           | 8   | Crash Course 2                                             | XBLA                                       |
| M A I O           | 9   | Mario and Donkey Kong: Minis on the Move                   | 3DS                                        |
| M A I O           | 10  | Carmageddon                                                | Android                                    |
| M A I O           | 10  | Monaco: What's Yours is Mine                               | XBLA                                       |
| M A I O           | 14  | Dust 514                                                   | PS3                                        |
| M A I O           | 14  | Manhunt                                                    | PSN                                        |
| M A I O           | 14  | Metro: Last Light                                          | Win, PS3, X360                             |
| M A I O           | 16  | Mega Man 5                                                 | 3DS                                        |
| M A I O           | 16  | Sonic the Hedgehog                                         | iOS, Android                               |
| M A I O           | 16  | The Starship Damrey                                        | 3DS                                        |
| M A I O           | 17  | Dragon's Lair                                              | Win, Mac                                   |
| M A I O           | 21  | Fast & Furious: Showdown                                   | Win, PS3, X360, WiiU, 3DS                  |
| M A I O           | 21  | Lego Batman 2: DC Super Heroes                             | WiiU                                       |
| M A I O           | 21  | Ratchet & Clank: Full Frontal Assault                      | PSVita                                     |
| M A I O           | 21  | Resident Evil: Revelations                                 | Win, PS3, X360, WiiU                       |
| M A I O           | 22  | Call of Juarez: Gunslinger                                 | Win, PSN, XBLA                             |
| M A I O           | 22  | The Incredible Adventures of Van Helsing                   | Win, XBLA                                  |
| M A I O           | 23  | Poker Night 2                                              | iOS                                        |
| M A I O           | 24  | Donkey Kong Country Returns 3D                             | 3DS                                        |
| M A I O           | 24  | Dust: An Elysian Tail                                      | Win                                        |
| M A I O           | 24  | Sniper Elite V2                                            | WiiU                                       |
| M A I O           | 28  | Fuse                                                       | PS3, X360                                  |
| M A I O           | 28  | Grid 2                                                     | Win, PS3, X360                             |
| M A I O           | 30  | Mega Man X                                                 | WiiU                                       |
| M A I O           | 30  | The Legend of Zelda: Oracle of Seasons and Oracle of Ages  | 3DS                                        |
| M A I O           | 30  | Expeditions: Conquistador                                  | Win, Mac                                   |
| J U N H O         | 3   | Final Fantasy IV                                           | Android                                    |
| J U N H O         | 3   | Gunpoint                                                   | Win                                        |
| J U N H O         | 4   | Class of Heroes 2                                          | PSP, PSVita                                |
| J U N H O         | 4   | Eve Online: Odyssey                                        | Win                                        |
| J U N H O         | 4   | Limbo                                                      | PSVita                                     |
| J U N H O         | 4   | Marvel Heroes Online                                       | Win, Mac                                   |
| J U N H O         | 4   | Remember Me                                                | Win, PS3, X360                             |
| J U N H O         | 4   | The Elder Scrolls V Skyrim: Legendary Edition              | Win, PS3, X360                             |
| J U N H O         | 5   | State of Decay                                             | XBLA                                       |
| J U N H O         | 9   | Animal Crossing: New Leaf                                  | 3DS                                        |
| J U N H O         | 10  | Commander Keen in Keen Dreams                              | Android                                    |
| J U N H O         | 11  | Tekken Revolution                                          | PS3                                        |
| J U N H O         | 12  | Zeno Clash II                                              | XBLA                                       |
| J U N H O         | 13  | Rugby Challenge 2                                          | Win, PS3, X360                             |
| J U N H O         | 14  | The Last of Us                                             | PS3                                        |
| J U N H O         | 18  | Dungeons & Dragons: Chronicles of Mystara                  | XBLA, PSN, Win, WiiU                       |
| J U N H O         | 18  | Epic Mickey 2: The Power of Two                            | PSVita                                     |
| J U N H O         | 20  | Max Payne 3                                                | Mac                                        |
| J U N H O         | 20  | Neverwinter                                                | Win                                        |
| J U N H O         | 20  | New Super Luigi U                                          | WiiU                                       |
| J U N H O         | 20  | XCOM: Enemy Unknown                                        | iOS                                        |
| J U N H O         | 23  | Game & Wario                                               | WiiU                                       |
| J U N H O         | 24  | Joe Danger                                                 | Win                                        |
| J U N H O         | 24  | Joe Danger 2: The Movie                                    | Win                                        |
| J U N H O         | 25  | Company of Heroes 2                                        | Win                                        |
| J U N H O         | 25  | Deadpool                                                   | Win, PS3, X360                             |
| J U N H O         | 25  | Hotline Miami                                              | PSN, PSVita                                |
| J U N H O         | 25  | Muramasa Rebirth                                           | PSVita                                     |
| J U N H O         | 25  | Project X Zone                                             | 3DS                                        |
| J U N H O         | 25  | Ride to Hell: Retribution                                  | Win, PS3, X360                             |
| J U N H O         | 25  | The Sims 3: Island Paradise                                | Win, Mac                                   |
| J U N H O         | 26  | Batman: Arkham City Lockdown                               | Android                                    |
| J U N H O         | 27  | Layton Brothers: Mystery Room                              | iOS                                        |
| J U N H O         | 27  | Leisure Suit Larry: Reloaded                               | Win, Mac                                   |
| J U N H O         | 27  | Might & Magic: Clash of Heroes                             | Android                                    |
| J U N H O         | 27  | Rogue Legacy                                               | Win                                        |
| J U N H O         | 27  | Samurai Shodown II                                         | iOS, Android                               |
| J U L H O         | 3   | Limbo                                                      | iOS                                        |
| J U L H O         | 3   | Monaco: What's Yours is Mine                               | Mac                                        |
| J U L H O         | 3   | Mortal Kombat                                              | Win                                        |
| J U L H O         | 3   | Napoleon: Total War                                        | Mac                                        |
| J U L H O         | 4   | Dark                                                       | Win                                        |
| J U L H O         | 8   | Sonic the Hedgehog 4: Episode I                            | Ouya                                       |
| J U L H O         | 8   | Sonic the Hedgehog 4: Episode II                           | Ouya                                       |
| J U L H O         | 9   | Civilization V: Brave New World                            | Win, Mac                                   |
| J U L H O         | 9   | Dark                                                       | X360                                       |
| J U L H O         | 9   | Dota 2                                                     | Win                                        |
| J U L H O         | 9   | Metal Gear Solid: The Legacy Collection                    | PS3                                        |
| J U L H O         | 9   | NCAA Football 14                                           | PS3, X360                                  |
| J U L H O         | 10  | Crazy Taxi                                                 | Android                                    |
| J U L H O         | 11  | Deus Ex: The Fall                                          | iOS                                        |
| J U L H O         | 11  | Toki Tori 2+                                               | Win, Mac                                   |
| J U L H O         | 16  | Dynasty Warriors 8                                         | PS3, X360                                  |
| J U L H O         | 16  | Shin Megami Tensei IV                                      | 3DS                                        |
| J U L H O         | 16  | Time and Eternity                                          | PS3                                        |
| J U L H O         | 16  | Turbo: Super Stunt Squad                                   | WiiU, Wii, PS3, X360, 3DS, NDS             |
| J U L H O         | 17  | R.I.P.D. The Game                                          | Win, PS3, X360                             |
| J U L H O         | 18  | Dota 2                                                     | Mac, Lin                                   |
| J U L H O         | 18  | EarthBound                                                 | WiiU                                       |
| J U L H O         | 18  | Halo: Spartan Assault                                      | Win, WP                                    |
| J U L H O         | 22  | Dropchord                                                  | Win, Mac                                   |
| J U L H O         | 23  | Stealth Inc. – A Clone in the Dark                         | PSN, PSVita                                |
| J U L H O         | 23  | The Smurfs 2                                               | WiiU, Wii, PS3, X360, NDS                  |
| J U L H O         | 23  | Zeno Clash II                                              | PSN                                        |
| J U L H O         | 24  | Ty the Tasmanian Tiger                                     | Win                                        |
| J U L H O         | 25  | Prince of Persia: The Shadow and The Flame                 | iOS, Android                               |
| J U L H O         | 25  | Shadowrun Returns                                          | Win, Mac, iOS, Android                     |
| J U L H O         | 25  | Tropico 4: Gold Edition                                    | Mac                                        |
| J U L H O         | 25  | TurtleStrike                                               | iOS, Android                               |
| J U L H O         | 26  | Zeno Clash II                                              | XBLA                                       |
| J U L H O         | 26  | Mars: War Logs                                             | XBLA                                       |
| J U L H O         | 30  | Cloudberry Kingdom                                         | PSN                                        |
| J U L H O         | 31  | Cloudberry Kingdom                                         | Win, XBLA                                  |
| J U L H O         | 31  | Dropchord                                                  | Ouya                                       |
| J U L H O         | 31  | Rise of the Triad                                          | Win                                        |
| A G O S T O       | 1   | Cloudberry Kingdom                                         | WiiU                                       |
| A G O S T O       | 1   | Dropchord                                                  | iOS, Android                               |
| A G O S T O       | 1   | Sonic the Hedgehog CD                                      | Ouya                                       |
| A G O S T O       | 4   | Pikmin 3                                                   | WiiU                                       |
| A G O S T O       | 6   | Disney's Planes                                            | WiiU, Wii, 3DS, NDS                        |
| A G O S T O       | 6   | Dragon's Crown                                             | PS3, PSVita                                |
| A G O S T O       | 6   | Tales of Xillia                                            | PS3                                        |
| A G O S T O       | 6   | Divinity: Dragon Commander                                 | Win                                        |
| A G O S T O       | 7   | Brothers: A Tale of Two Sons                               | XBLA                                       |
| A G O S T O       | 8   | Guacamelee! Gold Edition                                   | Win                                        |
| A G O S T O       | 8   | Papers, Please                                             | Win, Mac                                   |
| A G O S T O       | 11  | Mario & Luigi: Dream Team                                  | 3DS                                        |
| A G O S T O       | 13  | Angry Birds Trilogy                                        | WiiU, Wii                                  |
| A G O S T O       | 13  | DuckTales: Remastered                                      | PSN, WiiU, Win                             |
| A G O S T O       | 13  | Europa Universalis IV                                      | Win, Mac, Lin                              |
| A G O S T O       | 13  | Mars: War Logs                                             | PSN                                        |
| A G O S T O       | 13  | Payday 2                                                   | Win, PS3, X360                             |
| A G O S T O       | 15  | Gone Home                                                  | Win, Mac, Lin                              |
| A G O S T O       | 15  | Plants vs. Zombies 2: It's About Time                      | iOS                                        |
| A G O S T O       | 15  | Space Hulk                                                 | Win, Mac                                   |
| A G O S T O       | 18  | Disney Infinity                                            | WiiU, Wii, PS3, X360, 3DS                  |
| A G O S T O       | 20  | Divekick                                                   | Win, PS3, PSVita                           |
| A G O S T O       | 20  | Saints Row IV                                              | Win, PS3, X360                             |
| A G O S T O       | 20  | The Bureau: XCOM Declassified                              | Win, PS3, X360                             |
| A G O S T O       | 20  | Tom Clancy's Splinter Cell: Blacklist                      | Win, PS3, X360, WiiU                       |
| A G O S T O       | 21  | Flashback                                                  | XBLA                                       |
| A G O S T O       | 22  | Skullgirls                                                 | Win                                        |
| A G O S T O       | 26  | He-Man: The Most Powerful Game                             | Android                                    |
| A G O S T O       | 27  | Castlevania: Lords of Shadow                               | Win                                        |
| A G O S T O       | 27  | Final Fantasy XIV: A Realm Reborn                          | Win, PS3                                   |
| A G O S T O       | 27  | Hatsune Miku: Project DIVA F                               | PS3                                        |
| A G O S T O       | 27  | Killer is Dead                                             | PS3, X360                                  |
| A G O S T O       | 27  | Lost Planet 3                                              | Win, PS3, X360                             |
| A G O S T O       | 27  | Madden NFL 25                                              | PS3, X360                                  |
| A G O S T O       | 27  | Spelunky                                                   | PSN, PSVita                                |
| A G O S T O       | 28  | Teenage Mutant Ninja Turtles: Out of the Shadows           | Win, XBLA                                  |
| A G O S T O       | 29  | BioShock Infinite                                          | Mac                                        |
| A G O S T O       | 29  | Guardians of Middle-earth                                  | Win                                        |
| A G O S T O       | 29  | Pokémon Rumble U                                           | WiiU                                       |
| A G O S T O       | 29  | SimCity                                                    | Mac                                        |
| A G O S T O       | 29  | Terraria                                                   | iOS                                        |
| A G O S T O       | 29  | 868-HACK                                                   | iOS                                        |
| A G O S T O       | 30  | Arcania: The Complete Tale                                 | PS3, X360                                  |
| S E T E M B R O   | 3   | Brothers: A Tale of Two Sons                               | Win, PSN                                   |
| S E T E M B R O   | 3   | Castle of Illusion Starring Mickey Mouse HD Remake         | PSN                                        |
| S E T E M B R O   | 3   | Chaos Code                                                 | PSN                                        |
| S E T E M B R O   | 3   | Diablo III                                                 | PS3, X360                                  |
| S E T E M B R O   | 3   | Dead or Alive 5 Ultimate                                   | PS3, X360                                  |
| S E T E M B R O   | 3   | Rayman Legends                                             | Win, PS3, WiiU, X360, PSVita               |
| S E T E M B R O   | 3   | Total War: Rome II                                         | Win                                        |
| S E T E M B R O   | 3   | One Piece: Pirate Warriors 2                               | PS3                                        |
| S E T E M B R O   | 4   | Castle of Illusion Starring Mickey Mouse HD Remake         | Win, XBLA                                  |
| S E T E M B R O   | 4   | Outlast                                                    | Win                                        |
| S E T E M B R O   | 5   | Giana Sisters: Twisted Dreams                              | WiiU                                       |
| S E T E M B R O   | 10  | Amnesia: A Machine for Pigs                                | Win, Mac, Lin                              |
| S E T E M B R O   | 10  | Killzone: Mercenary                                        | PSVita                                     |
| S E T E M B R O   | 10  | Kingdom Hearts HD 1.5 Remix                                | PS3                                        |
| S E T E M B R O   | 10  | Metro: Last Light                                          | Mac                                        |
| S E T E M B R O   | 10  | NHL 14                                                     | PS3, X360                                  |
| S E T E M B R O   | 10  | Puppeteer                                                  | PS3                                        |
| S E T E M B R O   | 11  | DuckTales: Remastered                                      | XBLA                                       |
| S E T E M B R O   | 12  | ARMA 3                                                     | Win                                        |
| S E T E M B R O   | 13  | Terraria                                                   | Android                                    |
| S E T E M B R O   | 13  | The King of Fighters XIII                                  | Win                                        |
| S E T E M B R O   | 15  | The Wonderful 101                                          | WiiU                                       |
| S E T E M B R O   | 17  | Grand Theft Auto V                                         | PS3, X360                                  |
| S E T E M B R O   | 17  | MechWarrior Online                                         | Win                                        |
| S E T E M B R O   | 18  | Broken Sword: The Serpent's Curse                          | Win, Mac, Lin, iOS                         |
| S E T E M B R O   | 18  | Dragon's Prophet                                           | Win                                        |
| S E T E M B R O   | 18  | Infinity Blade III                                         | iOS                                        |
| S E T E M B R O   | 18  | The Lord of the Rings: War in the North                    | Mac                                        |
| S E T E M B R O   | 19  | Angry Birds Star Wars II                                   | iOS, Android, WP                           |
| S E T E M B R O   | 20  | The Angry Video Game Nerd Adventures                       | Win                                        |
| S E T E M B R O   | 20  | The Legend of Zelda: The Wind Waker HD                     | WiiU                                       |
| S E T E M B R O   | 20  | Hot Wheels: World's Best Driver                            | PS3                                        |
| S E T E M B R O   | 23  | FIFA 14                                                    | iOS, Android                               |
| S E T E M B R O   | 24  | Alien Rage                                                 | Win                                        |
| S E T E M B R O   | 24  | FIFA 14                                                    | Win, PS3, X360, Wii, PS2, PSVita, 3DS, PSP |
| S E T E M B R O   | 24  | Lone Survivor                                              | PSN, PSVita                                |
| S E T E M B R O   | 24  | Pro Evolution Soccer 2014                                  | Win, PS3, X360, PS2, 3DS, PSP              |
| S E T E M B R O   | 24  | Scribblenauts Unmasked: A DC Comics Adventure              | WiiU, 3DS, Win                             |
| S E T E M B R O   | 24  | The Mark of Kri                                            | PSN                                        |
| S E T E M B R O   | 25  | Ascend: Hand of Kul                                        | XBLA                                       |
| S E T E M B R O   | 25  | Day One: Garry's Incident                                  | Win                                        |
| S E T E M B R O   | 25  | Final Fantasy V                                            | Android                                    |
| S E T E M B R O   | 26  | Shadow Warrior                                             | Win                                        |
| S E T E M B R O   | 26  | Shadowrun Returns                                          | iOS, Android                               |
| O U T U B R O     | 1   | Grand Theft Auto Online                                    | PS3, X360                                  |
| O U T U B R O     | 1   | Etrian Odyssey Untold: The Millennium Girl                 | 3DS                                        |
| O U T U B R O     | 1   | Flashback                                                  | Win                                        |
| O U T U B R O     | 1   | NBA 2K14                                                   | PS3, X360, Win                             |
| O U T U B R O     | 1   | Painkiller: Hell & Damnation                               | X360                                       |
| O U T U B R O     | 1   | Rain                                                       | PSN                                        |
| O U T U B R O     | 1   | Rune Factory 4                                             | 3DS                                        |
| O U T U B R O     | 2   | A.R.E.S.: Extinction Agenda                                | XBLA                                       |
| O U T U B R O     | 3   | Agarest: Generations of War                                | Win                                        |
| O U T U B R O     | 3   | The Cave                                                   | iOS                                        |
| O U T U B R O     | 3   | Transport Tycoon                                           | iOS, Android                               |
| O U T U B R O     | 8   | Beyond: Two Souls                                          | PS3                                        |
| O U T U B R O     | 8   | Disgaea D2: A Brighter Darkness                            | PS3                                        |
| O U T U B R O     | 8   | F1 2013                                                    | Win, PS3, X360                             |
| O U T U B R O     | 8   | Just Dance 2014                                            | Wii, WiiU, X360, PS3                       |
| O U T U B R O     | 10  | Costume Quest                                              | iOS                                        |
| O U T U B R O     | 10  | Hero Academy                                               | Android                                    |
| O U T U B R O     | 11  | The Wolf Among Us: Episode 1 – Faith                       | Win, XBLA                                  |
| O U T U B R O     | 12  | Pokémon X e Y                                              | 3DS                                        |
| O U T U B R O     | 13  | Skylanders: Swap Force                                     | Wii, WiiU, X360, PS3                       |
| O U T U B R O     | 15  | Fist of Awesome                                            | iOS, Android, Ouya                         |
| O U T U B R O     | 15  | The Wolf Among Us: Episode 1 – Faith                       | PSN                                        |
| O U T U B R O     | 15  | Valhalla Knights 3                                         | PSVita                                     |
| O U T U B R O     | 16  | Rogue Legacy                                               | Mac, Lin                                   |
| O U T U B R O     | 17  | Mighty Switch Force! 2                                     | WiiU                                       |
| O U T U B R O     | 17  | Saint Seiya: Brave Soldiers                                | PS3                                        |
| O U T U B R O     | 17  | Sega Superstars Tennis                                     | Mac                                        |
| O U T U B R O     | 17  | The Stanley Parable                                        | Win                                        |
| O U T U B R O     | 18  | Alien Rage                                                 | X360                                       |
| O U T U B R O     | 21  | Monaco: What's Yours Is Mine                               | Lin                                        |
| O U T U B R O     | 21  | Warface                                                    | Win                                        |
| O U T U B R O     | 22  | Alien Rage                                                 | PS3                                        |
| O U T U B R O     | 22  | Deus Ex: Human Revolution – Director’s Cut                 | WiiU, Win, PS3, X360                       |
| O U T U B R O     | 22  | Hometown Story                                             | 3DS                                        |
| O U T U B R O     | 22  | LEGO Marvel Super Heroes                                   | Win, WiiU, X360, PS3, 3DS, NDS             |
| O U T U B R O     | 22  | Naruto Shippuden: Ultimate Ninja Storm 3 Full Burst        | Win, PS3, X360                             |
| O U T U B R O     | 22  | Rocksmith 2014                                             | Win, Mac, PS3, X360                        |
| O U T U B R O     | 22  | SpongeBob SquarePants: Plankton's Robotic Revenge          | WiiU, 3DS, X360, PS3, Wii, NDS             |
| O U T U B R O     | 23  | How to Survive                                             | Win, XBLA                                  |
| O U T U B R O     | 23  | Path of Exile                                              | Win                                        |
| O U T U B R O     | 23  | Plants vs. Zombies 2: It's About Time                      | Android                                    |
| O U T U B R O     | 24  | Phoenix Wright: Ace Attorney - Dual Destinies              | 3DS                                        |
| O U T U B R O     | 25  | Batman: Arkham Origins                                     | Win, PS3, X360, WiiU                       |
| O U T U B R O     | 25  | Batman: Arkham Origins Blackgate                           | PSVita, 3DS                                |
| O U T U B R O     | 25  | Castlevania: Lords of Shadow – Mirror of Fate HD           | XBLA                                       |
| O U T U B R O     | 25  | Enslaved: Odyssey to the West                              | Win, PS3                                   |
| O U T U B R O     | 25  | FIFA Manager 14                                            | Win                                        |
| O U T U B R O     | 25  | The Dark Eye: Demonicon                                    | Win                                        |
| O U T U B R O     | 25  | Wii Party U                                                | WiiU                                       |
| O U T U B R O     | 29  | Angry Birds Star Wars                                      | PS3, X360, Wii, WiiU, PSVita, 3DS          |
| O U T U B R O     | 29  | Assassin's Creed IV: Black Flag                            | PS3, X360, WiiU                            |
| O U T U B R O     | 29  | Battlefield 4                                              | Win, X360, PS3                             |
| O U T U B R O     | 29  | Castlevania: Lords of Shadow – Mirror of Fate HD           | PSN                                        |
| O U T U B R O     | 29  | Deadly Premonition: The Director's Cut                     | Win                                        |
| O U T U B R O     | 29  | Pac-Man and the Ghostly Adventures                         | Win, PS3, X360, WiiU, 3DS                  |
| O U T U B R O     | 29  | Sonic Lost World                                           | WiiU, 3DS                                  |
| O U T U B R O     | 29  | The Typing of The Dead: Overkill                           | Win                                        |
| O U T U B R O     | 29  | WWE 2K14                                                   | PS3, X360                                  |
| O U T U B R O     | 31  | Football Manager 2014                                      | Win, Mac, Lin                              |
| N O V E M B R O   | 1   | Wii Fit U                                                  | WiiU                                       |
| N O V E M B R O   | 5   | Call of Duty: Ghosts                                       | Win, X360, PS3, WiiU                       |
| N O V E M B R O   | 5   | Final Exam                                                 | Win, PSN                                   |
| N O V E M B R O   | 5   | How to Survive                                             | PSN                                        |
| N O V E M B R O   | 5   | Metro: Last Light                                          | Lin                                        |
| N O V E M B R O   | 5   | State of Decay                                             | Win                                        |
| N O V E M B R O   | 5   | The Guided Fate Paradox                                    | PS3                                        |
| N O V E M B R O   | 5   | Zumba Fitness: World Party                                 | WiiU, Wii, X360                            |
| N O V E M B R O   | 7   | Lego The Lord of the Rings                                 | iOS                                        |
| N O V E M B R O   | 7   | Rayman Fiesta Run                                          | iOS                                        |
| N O V E M B R O   | 7   | Spec Ops: The Line                                         | Mac                                        |
| N O V E M B R O   | 8   | Final Exam                                                 | XBLA                                       |
| N O V E M B R O   | 12  | BioShock Infinite: Burial at Sea – Episode 1               | Win, Mac, PS3, X360                        |
| N O V E M B R O   | 12  | Flower                                                     | PSVita                                     |
| N O V E M B R O   | 12  | Injustice: Gods Among Us – Ultimate Edition                | Win, PS3, X360, PSVita                     |
| N O V E M B R O   | 12  | Ratchet & Clank: Into the Nexus                            | PS3                                        |
| N O V E M B R O   | 12  | World of Warplanes                                         | Win                                        |
| N O V E M B R O   | 12  | XCOM: Enemy Within                                         | Win, Mac, PS3, X360                        |
| N O V E M B R O   | 13  | The King of Fighters '97                                   | iOS, Android                               |
| N O V E M B R O   | 14  | Senran Kagura Burst                                        | 3DS                                        |
| N O V E M B R O   | 14  | Football Manager 2014                                      | iOS, Android                               |
| N O V E M B R O   | 14  | Oceanhorn: Monster of Uncharted Seas                       | iOS                                        |
| N O V E M B R O   | 14  | Stealth Inc: A Clone in the Dark                           | iOS                                        |
| N O V E M B R O   | 15  | Angry Birds Star Wars                                      | PS4                                        |
| N O V E M B R O   | 15  | Assassin's Creed IV: Black Flag                            | PS4                                        |
| N O V E M B R O   | 15  | Battlefield 4                                              | PS4                                        |
| N O V E M B R O   | 15  | Call of Duty: Ghosts                                       | PS4                                        |
| N O V E M B R O   | 15  | Contrast                                                   | Win, PS3, PS4, X360                        |
| N O V E M B R O   | 15  | DC Universe Online                                         | PS4                                        |
| N O V E M B R O   | 15  | FIFA 14                                                    | PS4                                        |
| N O V E M B R O   | 15  | Flower                                                     | PS4                                        |
| N O V E M B R O   | 15  | Injustice: Gods Among Us – Ultimate Edition                | PS4                                        |
| N O V E M B R O   | 15  | Just Dance 2014                                            | PS4                                        |
| N O V E M B R O   | 15  | Killzone: Shadow Fall                                      | PS4                                        |
| N O V E M B R O   | 15  | Knack                                                      | PS4                                        |
| N O V E M B R O   | 15  | LEGO Marvel Super Heroes                                   | PS4                                        |
| N O V E M B R O   | 15  | Madden NFL 25                                              | PS4                                        |
| N O V E M B R O   | 15  | Mario & Sonic at the Sochi 2014 Olympic Winter Games       | WiiU                                       |
| N O V E M B R O   | 15  | NBA 2K14                                                   | PS4                                        |
| N O V E M B R O   | 15  | Need for Speed: Rivals                                     | PS4                                        |
| N O V E M B R O   | 15  | Resogun                                                    | PS4                                        |
| N O V E M B R O   | 15  | Skylanders: Swap Force                                     | PS4                                        |
| N O V E M B R O   | 15  | Sound Shapes                                               | PS4                                        |
| N O V E M B R O   | 15  | Super Motherload                                           | PS4                                        |
| N O V E M B R O   | 15  | Trine 2: Complete Story                                    | PS4                                        |
| N O V E M B R O   | 15  | Warframe                                                   | PS4                                        |
| N O V E M B R O   | 15  | X Rebirth                                                  | Win                                        |
| N O V E M B R O   | 19  | Assassin's Creed IV: Black Flag                            | Win                                        |
| N O V E M B R O   | 19  | Eve Online: Rubicon                                        | Win                                        |
| N O V E M B R O   | 19  | NBA Live 14                                                | PS4, XBO                                   |
| N O V E M B R O   | 19  | Need for Speed: Rivals                                     | Win, PS3, X360                             |
| N O V E M B R O   | 19  | The Amazing Spider-Man                                     | PSVita                                     |
| N O V E M B R O   | 19  | Young Justice: Legacy                                      | Win, PS3, X360, 3DS                        |
| N O V E M B R O   | 21  | Castle of Illusion Starring Mickey Mouse                   | iOS                                        |
| N O V E M B R O   | 21  | Demon Tribe                                                | iOS                                        |
| N O V E M B R O   | 22  | Angry Birds Star Wars                                      | XBO                                        |
| N O V E M B R O   | 22  | Ashes Cricket 2013                                         | Win                                        |
| N O V E M B R O   | 22  | Assassin's Creed IV: Black Flag                            | XBO                                        |
| N O V E M B R O   | 22  | Battlefield 4                                              | XBO                                        |
| N O V E M B R O   | 22  | Call of Duty: Ghosts                                       | XBO                                        |
| N O V E M B R O   | 22  | Crimson Dragon                                             | XBO                                        |
| N O V E M B R O   | 22  | Dead Rising 3                                              | XBO                                        |
| N O V E M B R O   | 22  | FIFA 14                                                    | XBO                                        |
| N O V E M B R O   | 22  | Fighter Within                                             | XBO                                        |
| N O V E M B R O   | 22  | Forza Motorsport 5                                         | XBO                                        |
| N O V E M B R O   | 22  | Just Dance 2014                                            | XBO                                        |
| N O V E M B R O   | 22  | Killer Instinct                                            | XBO                                        |
| N O V E M B R O   | 22  | LEGO Marvel Super Heroes                                   | XBO                                        |
| N O V E M B R O   | 22  | LocoCycle                                                  | XBO, X360                                  |
| N O V E M B R O   | 22  | Madden NFL 25                                              | XBO                                        |
| N O V E M B R O   | 22  | Mario Party: Island Tour                                   | 3DS                                        |
| N O V E M B R O   | 22  | NBA 2K14                                                   | XBO                                        |
| N O V E M B R O   | 22  | Need for Speed: Rivals                                     | XBO                                        |
| N O V E M B R O   | 22  | Powerstar Golf                                             | XBO                                        |
| N O V E M B R O   | 22  | Ryse: Son of Rome                                          | XBO                                        |
| N O V E M B R O   | 22  | Skylanders: Swap Force                                     | XBO                                        |
| N O V E M B R O   | 22  | Super Mario 3D World                                       | WiiU                                       |
| N O V E M B R O   | 22  | Tearaway                                                   | PSVita                                     |
| N O V E M B R O   | 22  | The Legend of Zelda: A Link Between Worlds                 | 3DS                                        |
| N O V E M B R O   | 22  | Zoo Tycoon                                                 | XBO                                        |
| N O V E M B R O   | 22  | Zumba Fitness: World Party                                 | XBO                                        |
| N O V E M B R O   | 25  | M.U.L.E. Returns                                           | iOS                                        |
| N O V E M B R O   | 26  | Sonic Dash                                                 | Android                                    |
| N O V E M B R O   | 26  | Ys: Memories of Celceta                                    | PSVita                                     |
| N O V E M B R O   | 26  | Painkiller: Hell & Damnation                               | PS3                                        |
| N O V E M B R O   | 27  | Skulls of the Shogun                                       | iOS                                        |
| D E Z E M B R O   | 3   | The Bureau: XCOM Declassified                              | Mac                                        |
| D E Z E M B R O   | 3   | The Cave                                                   | Ouya                                       |
| D E Z E M B R O   | 3   | Escape Plan                                                | PS4                                        |
| D E Z E M B R O   | 3   | Tiny Brains                                                | PS4                                        |
| D E Z E M B R O   | 4   | Broken Sword: The Serpent's Curse – Episode 1              | Win, Mac, Lin                              |
| D E Z E M B R O   | 4   | The Wolf Among Us: Episode 1 – Faith                       | iOS                                        |
| D E Z E M B R O   | 5   | Assassin's Creed: Pirates                                  | iOS, Android                               |
| D E Z E M B R O   | 5   | Heroes of Dragon Age                                       | iOS, Android                               |
| D E Z E M B R O   | 5   | Space Hulk                                                 | iOS                                        |
| D E Z E M B R O   | 6   | Gran Turismo 6                                             | PS3                                        |
| D E Z E M B R O   | 9   | Peggle 2                                                   | XBO                                        |
| D E Z E M B R O   | 10  | Doki-Doki Universe                                         | PS4, PSN, PSVita                           |
| D E Z E M B R O   | 10  | Sorcery Saga: Curse of the Great Curry God                 | PSVita                                     |
| D E Z E M B R O   | 11  | Angry Birds Go!                                            | iOS, Android, WP                           |
| D E Z E M B R O   | 11  | Tiny Brains                                                | Win                                        |
| D E Z E M B R O   | 12  | Grand Theft Auto: San Andreas Mobile                       | iOS                                        |
| D E Z E M B R O   | 12  | Rayman Origins                                             | Mac                                        |
| D E Z E M B R O   | 12  | RUSH                                                       | WiiU                                       |
| D E Z E M B R O   | 12  | Sonic the Hedgehog 2                                       | iOS, Android                               |
| D E Z E M B R O   | 12  | The Room 2                                                 | iOS                                        |
| D E Z E M B R O   | 12  | Velocity Ultra                                             | Win                                        |
| D E Z E M B R O   | 17  | Dementium II HD                                            | Win, Mac                                   |
| D E Z E M B R O   | 17  | Flow                                                       | PS4, PSVita                                |
| D E Z E M B R O   | 17  | Furmins                                                    | PSVita                                     |
| D E Z E M B R O   | 17  | Minecraft                                                  | PSN                                        |
| D E Z E M B R O   | 17  | Mutant Mudds Deluxe                                        | PSN, PSVita                                |
| D E Z E M B R O   | 17  | Ridge Racer Slipstream                                     | iOS, Android                               |
| D E Z E M B R O   | 17  | Runner 2                                                   | PSVita                                     |
| D E Z E M B R O   | 17  | Terraria                                                   | PSVita                                     |
| D E Z E M B R O   | 17  | The Walking Dead: Season Two: Episode 1 – All That Remains | Win, Mac, PSN                              |
| D E Z E M B R O   | 17  | Toki Tori                                                  | PSN                                        |
| D E Z E M B R O   | 17  | Tomb Raider                                                | iOS                                        |
| D E Z E M B R O   | 18  | Broken Sword: The Serpent's Curse – Episode 1              | PSVita                                     |
| D E Z E M B R O   | 18  | Fightback                                                  | iOS                                        |
| D E Z E M B R O   | 18  | Ratchet & Clank: Before the Nexus                          | iOS, Android                               |
| D E Z E M B R O   | 18  | The Walking Dead: Season Two: Episode 1 – All That Remains | XBLA, iOS                                  |
| D E Z E M B R O   | 19  | Cut the Rope 2                                             | iOS                                        |
| D E Z E M B R O   | 19  | Grand Theft Auto: San Andreas Mobile                       | Android                                    |
| D E Z E M B R O   | 19  | Killing Floor: Calamity                                    | Ouya                                       |
| D E Z E M B R O   | 19  | République                                                 | iOS                                        |
| D E Z E M B R O   | 19  | The Cave                                                   | Android                                    |
| D E Z E M B R O   | 19  | The Stanley Parable                                        | Mac                                        |
| D E Z E M B R O   | 20  | Max: The Curse of Brotherhood                              | XBO                                        |
| D E Z E M B R O   | 24  | Halo: Spartan Assault                                      | XBO                                        |
| D E Z E M B R O   | 24  | Zen Pinball 2                                              | PS4                                        |
| D E Z E M B R O   | 26  | CastleStorm                                                | WiiU                                       |
| D E Z E M B R O   | 29  | Final Fantasy III                                          | WP                                         |
| D E Z E M B R O   | 31  | Dr. Luigi                                                  | WiiU                                       |